# Дейл Аллан Гарднер
 Дейл Аллан Гарднер  (англ. Dale Allan Gardner; 8 листопада 1948, Фермонт, Міннесота — 19 лютого 2014, Колорадо) — астронавт НАСА. Здійснив два космічні польоти: як фахівець польоту на шатлі «Челленджер»-STS-8 (1983) і як фахівець польоту на шатлі «Діскавері»-STS-51-A (1984), зробив два виходи у відкритий космос. Капітан ВМС США.

## Народження та освіта

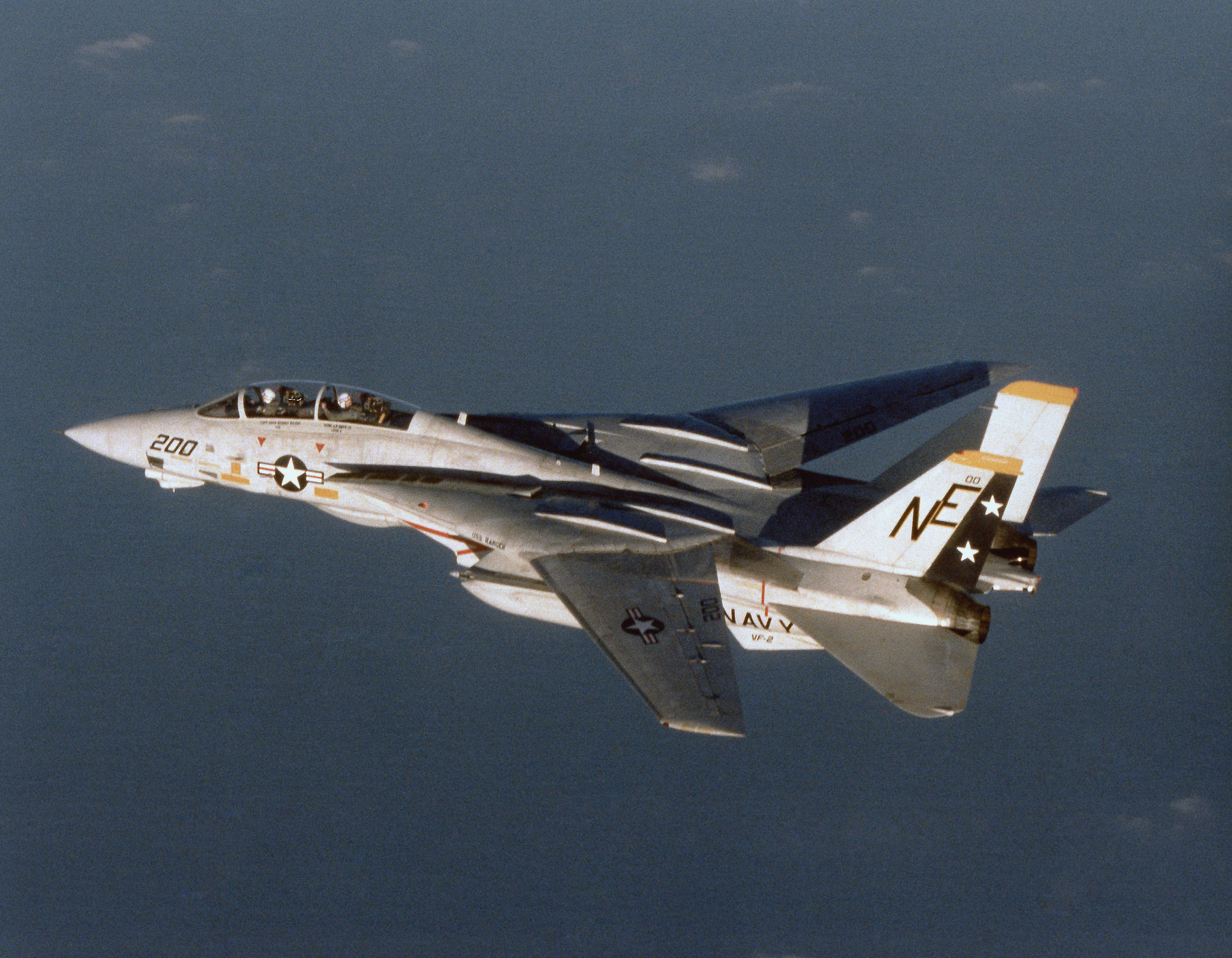
F-14 в польоті.

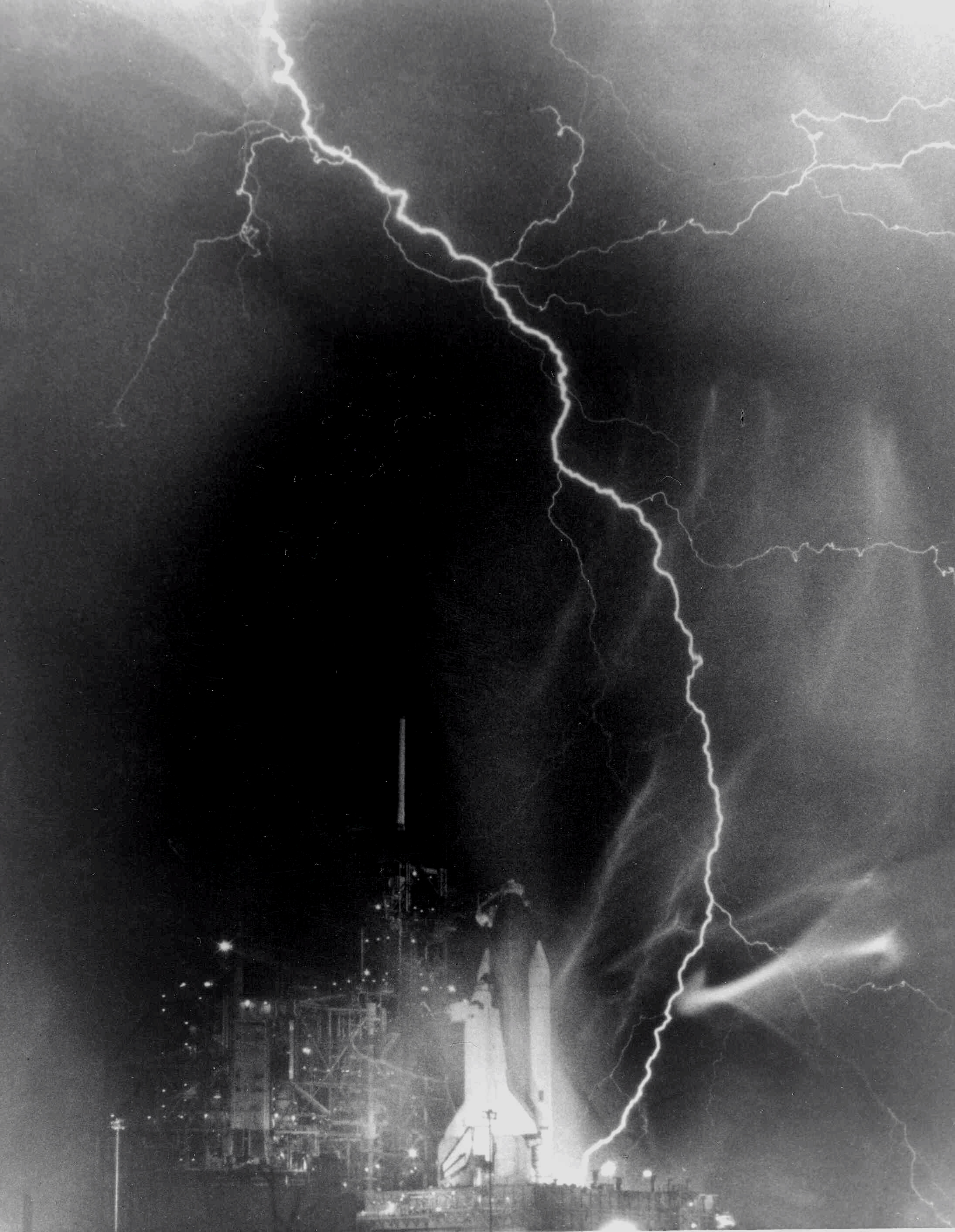
STS-8-удар блискавки за кілька годин до старту.

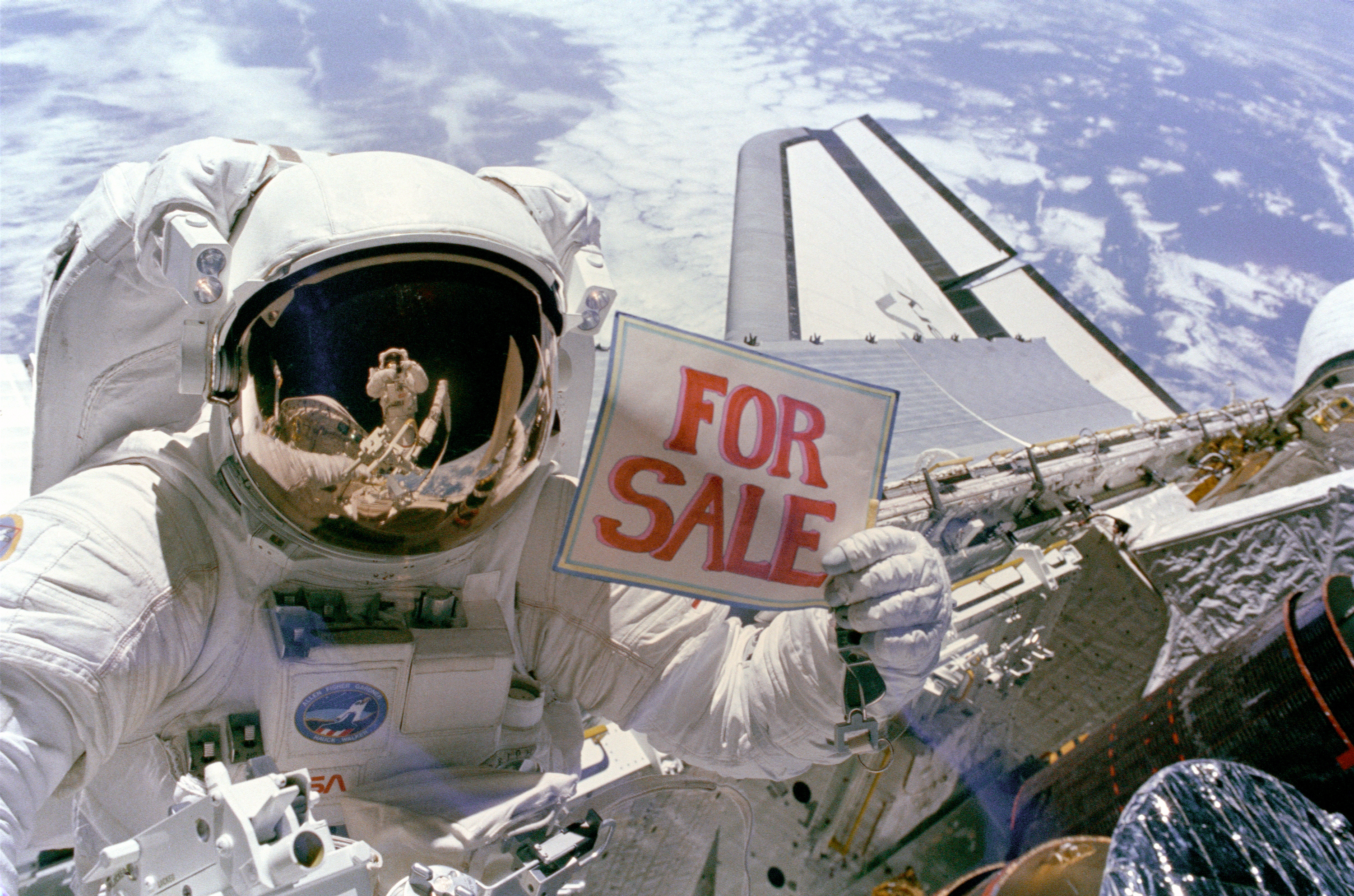
STS-51-A: Гарднер тримає плакат «Продається» після захоплення і укладання у вантажний відсік двох супутників.

Народився 8 листопада 1948 а в місті Фермонт, штат Міннесота. Виріс у містах Шербурн в Міннесоті і Саванна в Іллінойсі. У 1966 році закінчив середню школу в Савані, де на випускному вечорі йому, як найкращому учневі, було довірено вимовити прощальну промову. У 1970 році закінчив Університет Іллінойсу в Урбані і отримав ступінь бакалавр а технічних наук в області фізики.

## Військова кар'єра
У 1970 році вступив на службу в ВМС США і був направлений в авіаційну офіцерську кандидатську школу на авіабазу ВМС в Пенсакола, Флорида, де в жовтні 1970 року приступив до початкової льотної підготовки в 10-й тренувальної ескадрильї. Закінчив навчання з навищим результатом за весь час існування ескадрильї. Був направлений в центр підготовки технічних фахівців ВМС на авіабазу Глінки в Джорджії для додаткової підготовки як офіцера льотно-технічного складу ВМС. Закінчив навчання військово-морським льотчиком 5 травня 1971. З травня 1971 по липень 1973 служив у Відділі випробування систем зброї в Льотно-випробувальному центрі ВМС на авіабазі в Патаксенті штаті Меріленда. Брав участь у доводочних випробуваннях F-14 TOMCAT як офіцер з питань реалізації проекту створення системи інерціальної навігації та авіаційних електронних систем. Потім був направлений на службу в першу оперативну ескадрилью, укомплектовану літаками F-14, що базується на авіастанціі Мірамар в Сан-Дієго в Каліфорнії. Брав участь у двох походах в Індійський океан і в західну частину Тихого океану на авіаносці USS ENTERPRISE. З грудня 1976 по липень 1978 служив у 4-й випробувальної ескадрильї на авіабазі Пойнт Мугу в Каліфорнії, брав участь у випробуваннях і доведеннях літаків винищувальної авіації ВМС. З цієї посади був зарахований до загону астронавт ів НАСА. Наліт склав понад 2300 годин на більш ніж 20 типах літальних апаратів. Вийшов у відставку в званні капітана I рангу ВМС в жовтні 1990 а.

## Космічна підготовка
16 січня 1978 зарахований до загону астронавтів НАСА під час 8-го набору. По завершенні курсу загальнокосмічної підготовки (ОКП) в серпні 1979 року був зарахований до Відділу астронавт ів як фахівець польоту.
Брав участь в розробці програмного забезпечення для бортових комп'ютерів шаттла. Входив до екіпаж підтримки польоту STS-4.

## Космічні польоти
- Перший політ-STS-8[3], шаттл «Челленджер». З 30 серпня по 5 вересня 1983 року як спеціаліст польоту шаттла. Тривалість польоту склала 6 діб 1:00 10 хвилин[4].
- Другий політ-STS-51-A[5], шаттл «Діскавері». З 8 по 16 листопада 1984 року як спеціаліст польоту шаттла. Під час польоту виконав два виходи у відкритий космос: 12.11. 1984-тривалістю 6 годин 2 хвилини і 14.11.1984-тривалістю 5 годин 42 хвилини. Тривалість польоту склала 7 діб 23 години 46 хвилин[6].

Тривалість робіт у відкритому космосі — 11 годин 44 хвилини. Загальна тривалість польотів у космос — 14 діб 00 годин 55 хвилин. Був призначений фахівцем польоту в екіпаж шаттла «Діскавері» STS-62-A, який у липні 1986 а повинен був вперше стартувати з космодром а Ванденберг з військовою місією. Але після катастрофи шаттл «Челленджер» (STS-51-L), політ був скасований. Пішов з загону астронавтів у жовтні 1986 року, щоб продовжити службу в ВМС.

## Після польотів
У жовтні 1986 року повернувся на службу у ВМС з НАСА і служив в Космічному командуванні США в Колорадо-Спрінгс. Протягом двох років служив заступником командира Відділу контролю космічного простору в оперативному центрі Командування повітряно-космічної оборони Північної Америки (НОРАД) в горі Шаєнн. У червні 1989 року, після отримання звання Кептен, був призначений заступником командира центру стеження за космічним простором на базі ВПС Петерсон. З жовтня 1990 року працював керівником проектів технічної підготовки в оборонно-космічному секторі компанії «TRW Inc.» В Колорадо-Спрінгс.

## Нагороди
Має нагороди: Медаль «За бездоганну службу» (США) (1984, 1989 і 1990), Хрест льотних заслуг (США) (1989), двічі-Медаль «За космічний політ» (1983 і 1984), Нашивка астронавта, Премія Ллойда та багато інших.

## Сім'я
Розлучений, двоє дітей. Захоплення: зимові лижі, гольф, теніс і біг підтюпцем. Любить займатися роботами по дереву і фотографуванням.